# Raymond F. Chandler
Raymond F. Chandler, född 25 augusti 1962, var Sergeant Major of the Army i USA:s armé mellan 1 mars 2011 och 30 januari 2015.